# 1992 في المغرب
فيما يلي قوائم الأحداث التي وقعت خلال عام 1992 في المغرب.

## الحكم
- الملك: الحسن الثاني
- رئيس الحكومة: محمد كريم العمراني
- وزيرالداخلية: إدريس البصري

## احداث
- الاستفتاء المغربي 1992 (الاستفتاء الذي هم مراجعة الدستور المغربي، والذي دعى إليه الملك الحسن الثاني وأجري بتاريخ 4 سبتمبر 1992.)
- رفضت المغرب فكرة الاستفتاء على تقرير الصحراويين لمصيرهم وطرحت عليهم حكماً ذاتياً واسعاً مع البقاء تحت سيادتها.
- وقعت إسبانيا مع المغرب سنة 1992 اتفاقية تنص على استقبال المغرب للمهاجرين القادمين من أراضيه. والتزمت الدولة المغربية باستقبال المهاجرين المغاربة ولكنها رفضت دائما استقبال المهاجرين الأفارقة بما فيهم الذين كانوا يتسللون إلى سبتة ومليلية قبل بناء الأسوار الفاصلة في أواخر التسعينيات.
- في 11 غشت 1992، عُيّن كريم العمراني وزيرا أولا.

## الرياضة
- شارك المغرب في كأس الأمم الأفريقية 1992 التي أُقيمت بالسينغال
  - 12 يناير 1992: انهزم أمام  الكاميرون 1–0  المغرب
  - 14 يناير 1992: تعادل مع  زائير 1–1  المغرب
- فاز نادي الكوكب المراكشي بـ الدوري المغربي لكرة القدم 1991–92.

## كتب
- رواية: سراديب النهايات، /المؤلف: عبد الإله بلقزيز.
- كتاب: اليسار في المغرب 1970-1974: تجربة الحلم والغبار، / المؤلف: عبد القادر الشاوي.
- كتاب: المجتمع المغربي في القرن 19 (اينولتان 1850 1912)،/ المؤلف: أحمد التوفيق.
- كتاب: الأحباس الإسلامية في المملكة المغربية، / المؤلف: محمد المكي الناصري.
- كتاب: تاريخ الأوبئة والمجاعات بالمغرب في القرنين الثامن عشر والتاسع عشر، / المؤلف: محمد الأمين البزاز.

## أفلام
- قصة أولى من إخراج: مصطفى الدرقاوي.
- ليلة القتل من إخراج: نبيل لحلو.

## موسيقى
- سنة 1992 أصدرت الفنانة نجاة أعتابو ألبومها «هادي كدبة باينة». ولقي نجاحا كبيرا.
- أسّس الفنان ميمون الوجدي سنة 1992 شركة فلورانس للإنتاج الفني وتوزيع الكاسيط بالمملكة المغربية، وفي نفس السنة أصدر أغنيته «فاطمة ما قديت لكش»

## مواليد
- هاجر بوساق، (قارئة مغربية).
- فاطمة الزهراء كردادي، عداءة مسافات طويلة مغربية.

## وفيات
- 20 يناير - عبد القادر الشاط (88 سنة)، كاتب وصحفي ومترجم مغربي.
- 1 مارس – عبلة بنت الطاهر (83 سنة)، زوجة الملك محمد الخامس، والدة الملك السابق الحسن الثاني.
- 23 نوفمبر – محمد بنهيمة (68 سنة)، رئيس وزراء المغرب من 1967–إلى 1969.[1]
- 21 دجنبر – عبد الحميد احساين (60 سنة)، من أعلام القراءة والتجويد في المغرب.
- محمد صلاح الدين، (أحد مؤسسي منظمة 23 مارس ومنظمة العمل الديمقراطي الشعبي، ومن مؤسسي جريدة أنوال.)
- ثريا السقاط، شاعرة وقاصة مغربية.